# Hans Hinrich
Hans Hinrich, né le 27 novembre 1903 à Berlin où il est mort le 30 octobre 1974, est un acteur, réalisateur et acteur de doublage italien de naissance allemande.

## Biographie
D’abord acteur, metteur en scène d’avant-garde et auteur de productions innovantes au cours des années 1920, il fut nommé directeur du Deutsches Theater de Berlin en 1930. En 1931, il a commencé sa carrière cinématographique sous l’égide de l’UFA, et jusqu’en 1938, il réalise plusieurs films avec des acteurs de premier plan comme Hans Albers, Heinrich George, Lil Dagover et Attila Hörbiger qui n’obtinrent qu’un succès mitigé au box-office.
D’origine juive, Hinrich se convertit au catholicisme en 1939. Il reçut, grâce à l’influence de l’actrice, nazie à l'époque[réf. nécessaire], Maria Krahn, avec qui il était marié depuis 1928, une autorisation spéciale, après son expulsion de la Reichskulturkammer après l’arrivée des nazis au pouvoir, lui permettant de travailler de 1936 jusqu’à 1939. Trouvant néanmoins de plus en plus difficile de travailler, surtout après avoir produit Fracht von Baltimore en 1938, il se réfugia la même année en Italie où il a dirigé, de l'époque fasciste jusqu’à la fin de la guerre, plusieurs maisons de production. Il fut généralement encadré par d’autres administrateurs, dont Nebbie sul mare, son meilleur film, qu’il ne put signer pour des raisons raciales, réalisant plusieurs films tels que l’historique Lucrezia Borgia. Quand il fut menacé d'être licencié du film Il vetturale del San Gottardo en 1941, plusieurs de ses acteurs, dont Osvaldo Valenti, lui apportèrent leur soutien pour faire infirmer la décision.
Il prit la nationalité italienne après la guerre, et abandonna la réalisation pour faire, sous le nom de 'Giovanni Hinrich' ou 'Giovanni Heinrich', ses débuts à l’écran. Il interprétait des personnages inquiétants d’inquisiteurs et de fonctionnaires, notamment dans le film néoréaliste, Avanti a lui tremava tutta Roma en 1946 ou les Misérables en 1948, considéré comme son plus grand rôle. De retour en Allemagne, il continua à apparaitre, de 1955 à 1972, sporadiquement et en tant que second rôle dans des films au grand et au petit écran, et réalisa deux autres films, le drame 1951: K – Das Haus des Schweigens avec Ernst Deutsch en 1951, et le film d’aventure situé dans la jungle brésilienne, Conchita und der Ingenieur en 1954. Également doubleur, il a prêté sa voix aux acteurs américains Edward G. Robinson, Claude Rains et Spencer Tracy. En 1955, il a pris la direction du Théâtre Municipal de Wuppertal et dirigé, de 1958 à 1966, le Théâtre Musical de la Ruhr.

## Filmographie partielle

### Réalisateur
- 1932 : Le Vainqueur (Der Sieger), coréalisé avec Paul Martin
- 1933 : La mer l'appelle (de) (Das Meer ruft)
- 1937 : La Favorite des marins (en) (Liebling der Matrosen)
- 1937 : Pension Filoda (Fremdenheim Filoda)
- 1938 : L'Empreinte du passé (it) (Dreiklang)
- 1938 : Entre deux feux (en) (Zwischen den Eltern)
- 1938 : Cargos pour Baltimore (en) (Fracht von Baltimore)
- 1940 : Lucrezia Borgia
- 1944 : Brumes sur la mer (Nebbie sul mare)
- 1951 : Années de silence (de) (K – Das Haus des Schweigens)
- 1954 : Le Diable noir (de) (Conchita und der Ingenieur)

### Acteur
- 1946 : Devant lui tremblait tout Rome (Avanti a lui tremava tutta Roma) de Carmine Gallone
- 1948 : Le Chevalier mystérieux (Il cavaliere misterioso) de Riccardo Freda
- 1948 : Les Misérables (I miserabili) de Riccardo Freda
- 1948 : Fabiola d'Alessandro Blasetti
- 1950 : Les Derniers Jours de Pompéi (Gli ultimi giorni di Pompei) de Marcel L'Herbier et Paolo Moffa
- 1952 : La Tour du silence (de) (Türme des Schweigens) de Hans Bertram
- 1954 : Hommes dans l'ombre (it) (Uomini ombra) de Francesco De Robertis
- 1961 : Le Miracle du père Malachias (Das Wunder des Malachias) de Bernhard Wicki
- 1967 : Sherlock Holmes : Die Liga der Rothaarigen
- 1971 : Die Frau in Weiß

## Crédit d'auteurs
- (de) Cet article est partiellement ou en totalité issu de l’article de Wikipédia en allemand intitulé « Hans Hinrich » (voir la liste des auteurs).